# 165-й миномётный полк
165-й миномётный полк — воинская часть Вооружённых сил СССР в Великой Отечественной войне.

## История
Формировался как 147-й миномётный полк 1-го формирования с февраля 1942 года в Архангельском военном округе (вероятно, в Вологодской области). На вооружении полка состояли 120-мм миномёты.
В составе действующей армии с 18 апреля 1942 по 26 апреля 1942 года как 147-й миномётный полк, и с 26 апреля 1942 по 27 июня 1943 года как 165-й миномётный полк.
В апреле 1942 года направлен на Волховский фронт, действует в конце Любанской операции и в Операции по выводу 2-й ударной армии из окружения.
С сентября 1942 года принимает участие в Синявинской операции.
Действуя в боевых порядках пехоты (327-я стрелковая дивизия), отличился во время Операции «Искра» и дальнейших боях в районе Синявино, был отмечен в Приказе № 021 Волховского фронта «О работе миномётных частей и улучшении их организации».

165 миномётный полк в течение нескольких дней уничтожил до двух рот пехоты противника, 16 пулемётов, 6 повозок с боеприпасами, 2 склада с боеприпасами, 2 миномёта, одно противотанковое орудие и одно 75-мм орудие, разрушил 6 блиндажей, подавил 16 батарей, 7 шестиствольных миномётов, 8 пулемётов и одно противотанковое орудие. 
Этим же приказом полк официально закреплён за 2-й ударной армией и получил статус армейского миномётного полка.
27 июня 1943 года преобразован в 230-й гвардейский миномётный полк.

## Подчинение
| Дата            | Фронт (округ)                                              | Армия             | Корпус | Дивизия | Бригада | Примечания |
| --------------- | ---------------------------------------------------------- | ----------------- | ------ | ------- | ------- | ---------- |
| 01.03.1942 года | Архангельский военный округ                                | -                 | -      | -       | -       | -          |
| 01.04.1942 года | Архангельский военный округ                                | -                 | -      | -       | -       | -          |
| 01.05.1942 года | Ленинградский фронт (Группа войск Волховского направления) | -                 | -      | -       | -       | -          |
| 01.06.1942 года | Ленинградский фронт (Волховская группа войск)              | -                 | -      | -       | -       | -          |
| 01.07.1942 года | Волховский фронт                                           | -                 | -      | -       | -       | -          |
| 01.08.1942 года | Волховский фронт                                           | -                 | -      | -       | -       | -          |
| 01.09.1942 года | Волховский фронт                                           | 2-я ударная армия | -      | -       | -       | -          |
| 01.10.1942 года | Волховский фронт                                           | 2-я ударная армия | -      | -       | -       | -          |
| 01.11.1942 года | Волховский фронт                                           | 2-я ударная армия | -      | -       | -       | -          |
| 01.12.1942 года | Волховский фронт                                           | 2-я ударная армия | -      | -       | -       | -          |
| 01.01.1943 года | Волховский фронт                                           | 2-я ударная армия | -      | -       | -       | -          |
| 01.02.1943 года | Волховский фронт                                           | 2-я ударная армия | -      | -       | -       | -          |
| 01.03.1943 года | Ленинградский фронт                                        | 2-я ударная армия | -      | -       | -       | -          |
| 01.04.1943 года | Волховский фронт                                           | 2-я ударная армия | -      | -       | -       | -          |
| 01.05.1943 года | Ленинградский фронт                                        | 2-я ударная армия | -      | -       | -       | -          |
| 01.06.1943 года | Ленинградский фронт                                        | 2-я ударная армия | -      | -       | -       | -          |